# Aral Moreira (ort)
Aral Moreira är en ort i Brasilien.   Den ligger i kommunen Aral Moreira och delstaten Mato Grosso do Sul, i den södra delen av landet, 1 100 km sydväst om huvudstaden Brasília. Aral Moreira ligger 583 meter över havet och antalet invånare är 10 420.
Terrängen runt Aral Moreira är platt österut, men västerut är den kuperad. Runt Aral Moreira är det mycket glesbefolkat, med 4 invånare per kvadratkilometer.. Det finns inga andra samhällen i närheten.
Omgivningarna runt Aral Moreira är huvudsakligen savann.